# Хорхоруни
Хорхоруни — армянский дворянский род. Представители этого рода были малхазами (телохранителями) царя. В поздней античности эта династия управляла ещё гаваром Хорхоруником.
Согласно армянскому историку Мовсесу Хоренаци род Хорхоруни происходит от Хора, сына Айка Наапета. Согласно некоторым исследователям, способ образования названия рода свидетельствует о том, что он происходит от хурритов.